# Raimund Wäschle
Raimund Wäschle (* 28. Juli 1956 in Stuttgart; † 14. März 2019 in Ravensburg) war ein deutscher Maler und Grafiker.

## Werdegang
Raimund Wäschle wuchs in Ravensburg auf; sein Vater war der Kommunalpolitiker und Oberbürgermeister Karl Wäschle, seine Mutter Pianistin und Klavierlehrerin. Er studierte von 1977 bis 1983 an der Akademie der Bildenden Künste Stuttgart bei Moritz Baumgartl und Rudolf Schoofs. 1980 erhielt er den Preis der Deutschen Leasing AG, „Grafik unserer Zeit“, Frankfurt, 1987 den „Oberschwäbischen Kunstpreis“, der OEW Biberach; 2004 das „Kunststipendium der Abteilung Bildende Kunst“ der Bayerischen Akademie der Schönen Künste.

## Künstlerisches Schaffen

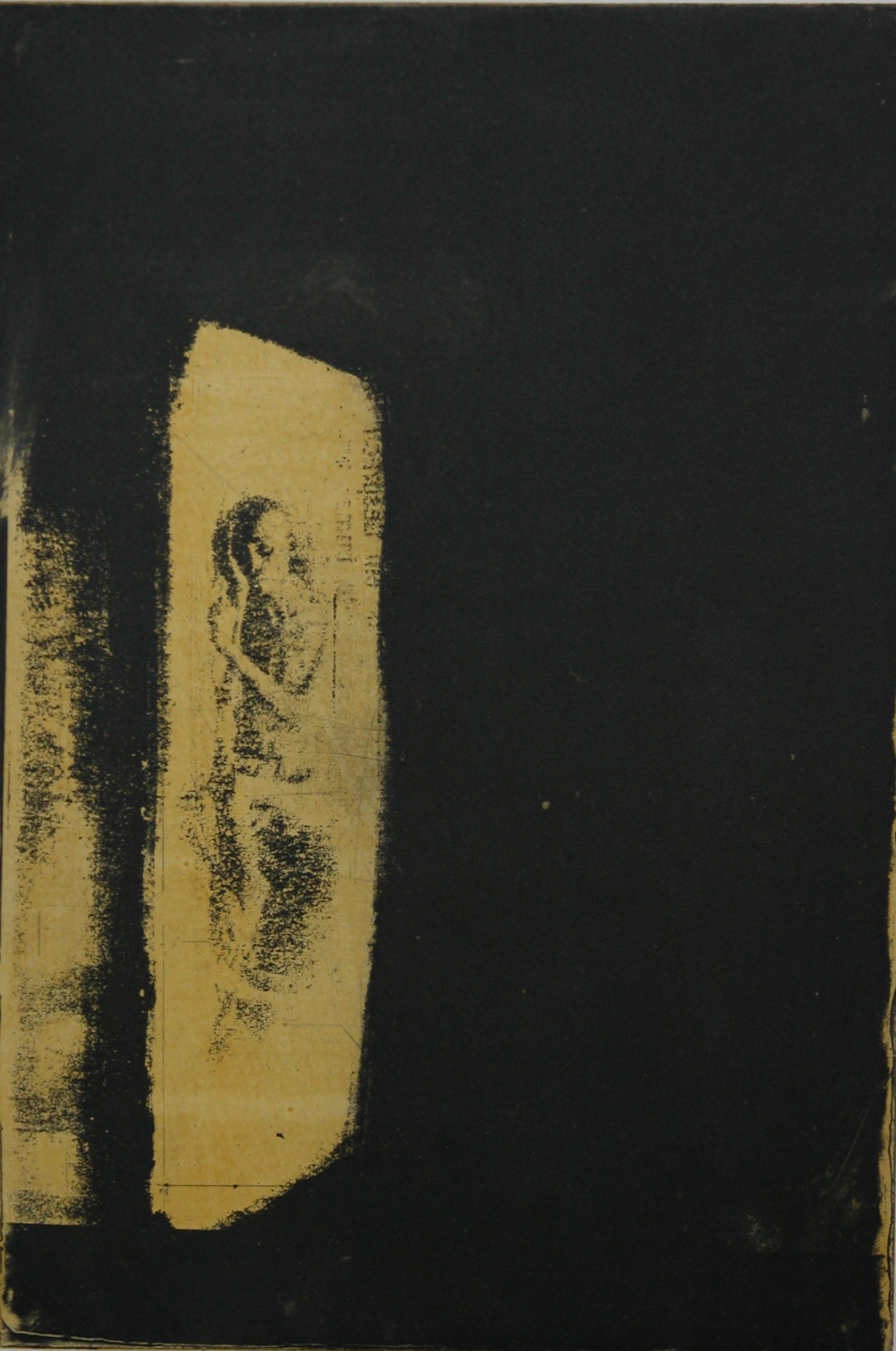
Farbradierung der Serie Shunt, 2003, Platte 40x30

Mit Fotodokumenten aus den nationalsozialistischen Vernichtungslagern fand Raimund Wäschle seinen Themenkreis. Bei der Erkundung menschlicher Abgründe war der Expressionist Max Beckmann ein Vorbild für ihn. Der Schriftsteller Peter Renz sagte von 1994 entstandenen Blättern auf Packpapier, sie hätten eine bezwingende Klarheit: „Bei aller Düsternis bewahren sie in ihrer rätselhaften Archaik eine warme, fast ermutigende Aura.“
Raimund Wäschle widmete sich intensiv der Radierung. Sein Akademielehrer Rudolf Schoofs regte ihn an, „auf noch verborgene, ungehobene Möglichkeiten, die in dieser über die Zeit tradierten Drucktechnik stecken“, stellte der Pädagoge Anton Schmid fest. In den 80er Jahren entstand eine erste große Radierserie um den Themenkreis Holocaust. In den 90er Jahren verwendete Wäschle als Vorlagen Abbildungen von krankhaften Veränderungen und Verletzungen aus medizinischer Fachliteratur. Die Radierserie Moulage von 2002 setzt sich mit dem abstoßenden Erscheinungsbild von Hautkrankheiten auseinander. In der Radierserie Shunt („Weiche“, „Abweichung“) von 2003/2004, nahm Wäschle das eigene Werk als Bilderarchiv und Vorlage. Durch die Verwendung von Heilssymbolen verankerte er sein Schaffen in der Tradition: Via crucis („Kreuzweg“), heißt eine Radierserie von 2005. Neben der christlichen spielen ältere, heidnische, in Afrika oder Ozeanien angesiedelte Traditionen in seinem Werk eine Rolle.
Peter Renz fasst zusammen: „Raimund Wäschles nicht leicht konsumierbare Kunst des Schmerzes und der bedrohten Existenz [...] zeigt sich als Kunst des Antwortens auf ein Vorgegebenes[...] Ein verzweifelter, der Sprachlosigkeit abgerungener Dialog.“ Die Kulturjournalistin Birgit Kölgen bescheinigt den oft von Melancholie getränkten Figuren des Künstlers „etwas Schwebendes, Leichtes, ja, Elegantes, fast wie asiatische Tuschzeichen“.

## Einzelausstellungen (Auswahl)
- 1983: Galerie Kolczynski, Stuttgart
- 1983: Galerie Below, Stuttgart
- 1984: Galerie im Kornhaus, Kirchheim/Teck
- 1986: Altes Theater Ravensburg
- 2003: Bildertod-Bilderleben Galerie Lände, Kressbronn
- 2003: Galerie Josephski-Neukum, Issing
- 2004: Galluskapelle Winterberg, Leutkirch
- 2005: „Archiv“, Galerie der Kreissparkasse Ravensburg
- 2005: Kunstraum Vincke-Liepmann, Heidelberg,
- 2006: Galerie Oberländer, Augsburg
- 2006: Galerie Hölder, Ravensburg
- 2006: Galerie Oberländer, Augsburg
- 2007: Städt. Galerie im Turm, Isny
- 2009: Galerie des Bezirkskrankenhauses, Günzburg
- 2010: Städt. Galerie im Torhaus, Leutkirch
- 2011: Städt. Galerie Tuttlingen
- 2011: Städt. Galerie Tettnang mit Dietrich Klinge
- 2012: Galerie im Kornhaus und Kleine Galerie, Bad Waldsee

## Preise
- 2004: Kunstpreis der Bayerischen Akademie der Schönen Künste

## Veröffentlichungen und Kataloge (Auswahl)
- Günther Wirth: Kunst im deutschen Südwesten von 1945 bis zur Gegenwart. Stuttgart 1983.
- Raimund Wäschle, Arbeiten 1983–1986. Städtische Galerie Altes Theater, Ravensburg 1986.
- Bilder – Zeichnungen – Plastiken. Städt. Galerie „Die Fähre“, Saulgau 1987.
- Raimund Wäschle, Arbeiten 1988–1989. Galerie Hartl und Klier, Tübingen 1990.
- Ortszeit. 17 Künstler in der Galerie Punkt 5. Issing 1990.
- Werdegänge. Alpirsbacher Galerie 1992.
- 6./10. und 11. Nationale der Zeichnung. Augsburg 1990, 1995 und 1996.
- See-Blick. Deutsche Künstler am Bodensee im 20. Jahrhundert. Hrsg. Städtische Wessenberggalerie, Konstanz 1998.
- Erste Triennale zeitgenössischer Kunst Oberschwaben. Weingarten 1998.
- Raimund Wäschle, Malerei, Zeichnung, Radierung, 1996–2000. Galerie Doris Hölder und Galerie Josephski-Neukum. 2000.
- Menschenbilder. 2. Biennale der Zeichnung. Kunstverein, Eislingen 2006.
- nach außen tasten, Raimund Wäschle, Arbeiten 1998–2006.